# Rick Wakeman

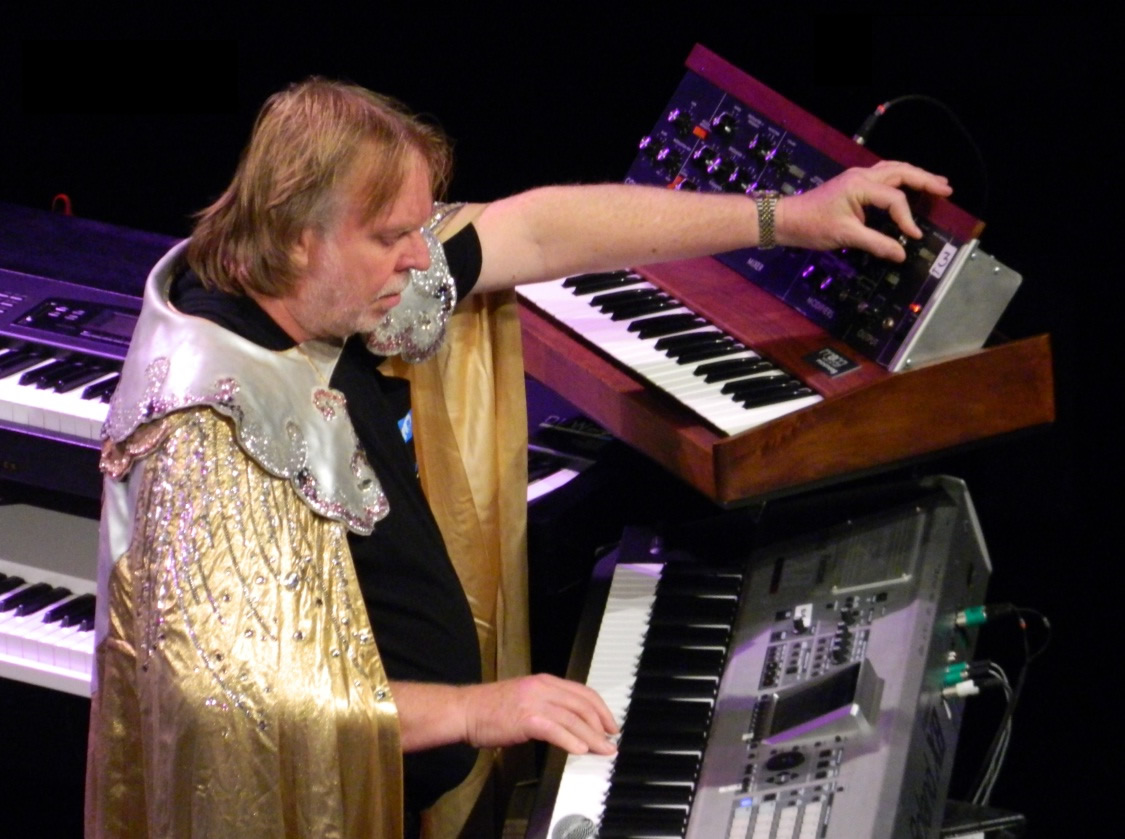
Wakeman in 2012

Richard Christopher Wakeman (Perivale, West-Londen, 18 mei 1949) is een Britse muzikant. Hij wordt beschouwd als een van de meest virtuoze toetsenisten binnen de popmuziek.

## Biografie

### Het begin
Zijn muzikale loopbaan begon met een studie piano, klarinet en orkestratie en moderne muziek aan het Royal College of Music in Londen. Maar na anderhalf jaar vond hij het genoeg en werd hij sessiemuzikant. Hij is de man die het intro verzorgde van Morning Has Broken van Cat Stevens, speelde mee met albums van Brotherhood of Man, T. Rex, Black Sabbath, Ozzy Osbourne en David Bowie ('Mellotron' op Space Oddity en piano op Life on Mars? in 1971). Hij maakte daar kennis met eerst arrangeur en later producer Tony Visconti.

### Strawbs
In de hoedanigheid van studiomuzikant speelde hij mee op het eerste eigen album van Strawbs. Dat hij mag meedoen was toeval: de eerste versie van het album werd afgekeurd. Zijn eerste wapenfeit The Battle kwam pas bij de definitieve versie op het album. Hij wordt daarop echter niet genoemd. Dat is anders bij het tweede album Dragonfly; daar speelt hij mee op 'The vision of the lady of the lake', maar is daar nauwelijks hoorbaar. Hij kreeg salaris voor die track, bedankte Dave Cousins, trad meteen toe en mocht direct aan de bak tijdens een concert in de Royal Albert Hall in juli 1970 voor het album Just a Collection of Antiques and Curios. Twee soli vallen op: zijn eigen Temperament of mind en Where is this dream of your youth. Het eerste is nog een rommelige aaneenschakeling van klassiek aandoende fragmenten; het tweede laat horen waar Wakeman toe in staat is.

### Yes
In 1971, na zijn eerste soloalbum opgenomen te hebben, lonkte de band Yes. Yes was toen al wereldwijd bekend en de Strawbs stonden nog in de kinderschoenen. De keuze was eenvoudig en Cousins gaf achteraf toe dat het een goede beslissing van Wakeman was.
Hij volgde Tony Kaye op, die Yes verliet omdat hij alleen de "klassieke" instrumenten wilde bespelen. Wakeman had toen alles mee: de evolutie binnen de synthesizers en aanverwante instrumenten was enorm en de stroming progressieve rock was enorm populair. Zijn eerste bijdragen zijn te vinden op het album Fragile, vervolgens kwamen Close to the Edge (zijn lievelingsalbum) en Tales from Topographic Oceans; alles leidend tot een van de beroemdste livealbums: de drievoudige lp Yessongs.
Wakemans leefwijze verschilde echter van de andere Yes-leden, die een strikt macrobiotisch regime aanhielden. Ook waren de andere leden new age-aanhangers avant la lettre, terwijl Wakeman een (later zeer vrome) protestant was. De echte reden waarom Wakeman de groep verliet was echter muzikaal: tijdens de opnamen van de uiterst ambitieuze dubbelelpee Tales from Topographic Oceans geraakte hij vervreemd door de combinatie van een grandioos maar oppervlakkig uitgedacht concept ("een dubbelelpee gebaseerd op één voetnoot over de heilige schrift van de hindoes, waar Anderson zich een expert in waande"), gebrek aan voorbereiding ("nummers schrijven doe je in het repeteerlokaal, niet in de studio", dixit Wakeman in een interview), en gebrek aan inspraak in het componeerproces.

### Solo
Al gedurende zijn verblijf in Yes begon Wakeman meer soloalbums op te nemen. Zijn tweede The Six Wives of Henry VIII is eigenlijk een verplichting uit zijn tijd met Strawbs' platenmaatschappij A & M Records; zij hadden gegokt op meer albums met hem. Wakeman moest nog een vierde album afleveren. Het album is ingespeeld door leden van Strawbs en Yes.
Toppunt is zijn album The Myths and Legends of King Arthur and the Knights of the Round Table, wat een enorm spektakel was, met ijsdansers, koor en orkest. Wakeman ging er bijna aan failliet en verkocht een deel van zijn antieke wagenpark.
De problemen stapelden zich op voor Wakeman: failliet en zo goed als verslaafd aan alcohol kreeg hij een hartinfarct.

### Yes deel 2
De carrière van Wakeman zat er echter nog niet op: in 1977 zat Wakeman weer bij Yes, voor hun comebackalbum uit 1977, Going for the One. Ook op Tormato speelt hij nog mee, maar daarna was het weer afgelopen. Niet alleen Wakeman had problemen, ook brandde er een strijd los in Yes zelf. Op een gegeven moment was de situatie in die band zo erg dat er juridische strijd rond de rechten van de naam losbarstte. De reünie met Yes-leden werd dan ook uitgebracht onder de naam Anderson Bruford Wakeman Howe (ook wel ABWH). Met hen bracht hij een titelloos studioalbum en een livealbum uit. Anderson keerde zich weer tot Yes en alles begon weer opnieuw.

### Solo 2

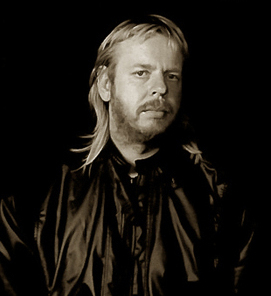
Rick Wakeman: portret - Augusto De Luca

Rick Wakeman, die ondertussen weinig verkocht en soms door de pers afgekraakte albums uitbracht, had vanaf dat moment een knipperlichtrelatie met Yes. Soms speelde hij mee, dan weer niet.

### Privéleven
Net als zijn leven in en buiten Yes, heeft hij ook een stormachtig huwelijksleven gehad. Zijn eerste huwelijk (1970) was met Roz Woolford met wie hij drie kinderen kreeg: Oliver Wakeman (1972), Adam Wakeman (1974) en Benjamin Wakeman (1978). Vervolgens trouwde hij in 1980 met Danielle Corminboeuf uit Zwitserland, een huwelijk dat nog geen jaar stand hield. In 1981 ontmoette hij Nina Carter, een fotomodel, met wie hij in 1984 trouwde. Uit dat huwelijk werden Jemma Wakeman (1983) en Oscar Wakeman (1986) geboren. In dat laatste jaar kreeg hij tevens een buitenechtelijk kind Amanda uit een relatie met Denise Girard. In 2000 gingen Carter en Wakeman uit elkaar, maar pas in 2004 was de scheiding definitief. Wakeman ontmoette vervolgens Rachel Kaufmann, een journaliste die onderzoek doet naar hoe mensen met een ziekte hun beroep kunnen blijven uitoefenen. Wakeman heeft artritis, maar bleef virtuoos pianospelen. Rick Wakeman en Rachel verloven zich in 2007, en treden in december 2011 in het huwelijk. Oliver en Adam hebben dan al de eerste schreden gezet in hun eigen muziekloopbaan. Beiden speelden of spelen in Strawbs, de band waarmee het voor vader Wakeman begon. Oliver speelt ook met regelmaat mee met Yes.

## Discografie

### Solo
Op sommige van onderstaande albums speelt zoon Adam mee.
- album nr. 1: 1971: Piano Vibrations
- album nr. 2: 1973: The Six Wives of Henry VIII
- album nr. 3: 1974: Journey to the Centre of the Earth (live-opname)
- album nr. 4: 1975: The Myths and Legends of King Arthur
- album nr. 5: 1975: Lisztomania
- album nr. 6: 1976: No Earthly Connection
- album nr. 7: 1977: White Rock
- album nr. 8: 1977: Rick Wakeman's Criminal Record
- album nr. 9: 1979: Rhapsodies
- album nr. 10: 1981: The Burning
- album nr. 11: 1981: 1984
- album nr. 12: 1982: Rock 'n' Roll Prophet
- album nr. 13: 1983: Cost of Living
- album nr. 14: 1983: G'olé
- album nr. 15: 1984: Beyond the Planets
- album nr. 16: 1984: Crimes of Passion
- album nr. 17: 1985: Silent Nights
- album nr. 18: 1985: Rick Wakeman Live at Hammersmith
- album nr. 19: 1986: Country Airs
- album nr. 20: 1987: The Family Album
- album nr. 21: 1987: The Gospels
- album nr. 22: 1988: Time Machine
- album nr. 23: 1988: A Suite of Gods
- album nr. 24: 1988: Zodiaque
- album nr. 25: 1989: Black Knights at the Court of Ferdinand IV
- album nr. 26: 1989: Sea Airs
- album nr. 27: 1990: Night Airs
- album nr. 28: 1990: Phantom Power
- album nr. 29: 1990: In the Beginning
- album nr. 30.1: 1991: Aspirant Sunrise
- album nr. 30.2: 1991: Aspirant Sunset
- album nr. 30.3: 1991: Aspirant Sunshadows
- album nr. 31: 1991: The Classical Connection
- album nr. 32: 1991: 2000 AD Into the Future
- album nr. 33: 1991: African Bach
- album nr. 34: 1991: Softsword
- album nr. 35: 1993: The Classical Connection II
- album nr. 36: 1993: Wakeman with Wakeman
- album nr. 37: 1993: Heritage Suite
- album nr. 38: 1993: No Expense Spared
- album nr. 39: 1993: Prayers
- album nr. 40: 1994: Wakeman with Wakeman: The Official Bootleg
- album nr. 41: 1994: Live on the Test
- album nr. 42: 1994: Wakeman with Wakeman Live
- album nr. 43: 1994: Romance of the Victorian Age
- album nr. 44: 1995: Almost Live in Europe
- album nr. 45: 1995: The Private Collection
- album nr. 46: 1995: The Seven Wonders of the World
- album nr. 47: 1995: Rick Wakeman in Concert
- album nr. 48: 1995: Visions of Paradise
- album nr. 49: 1995: The New Gospels
- album nr. 50: 1995: The Piano Album
- album nr. 51: 1995: Cirque Surreal
- album nr. 52: 1996: Fields of Green
- album nr. 53: 1996: Tapestries
- album nr. 54: 1996: The Word and the Music
- album nr. 55: 1996: Orisons
- album nr. 56: 1996: Can You Hear Me?
- album nr. 57: 1996: Vignettes
- album nr. 58: 1997: Tribute to The Beatles
- album nr. 59: 1998: Themes
- album nr. 60: 1998: Simply Acoustic
- album nr. 61: 1999: Return to the Centre of the Earth
- album nr. 62: 1999: The Natural World Trilogy
- album nr. 63: 1999: White Rock II
- album nr. 64: 1999: The Art in Music Trilogy
- album nr. 65: 1999: Stella Bianca
- album nr. 66: 2000: Preludes to a Century
- album nr. 67: 2000: Chronicles of Man
- album nr. 68: 2000: Christmas Variations
- album nr. 69: 2001: The Piano Tour Live
- album nr. 70: 2001: Morning Has Broken
- album nr. 71: 2001: Out of the Blue
- album nr. 72: 2002: Classical Variations
- album nr. 73: 2002: Two Sides of Yes
- album nr. 74: 2002: Treasure Chest box
- album nr. 75: 2002: Two Sides of Yes II
- album nr. 76: 2002: Hummingbird
- album nr. 77: 2003: The Yes Piano Variations
- album nr. 78: 2003: Out There
- album nr. 79: 2004: The Wizard and the Forest of All Dreams
- album nr. 80: 2004: Frost in Space
- album nr. 81: 2005: Wakeman and Cousins Live 1988
- album nr. 82: 2005: Rick Wakeman at Lincoln Cathedral
- album nr. 83: 2006: Retro (album)
- album nr. 84: 2007: Live at the BBC
- album nr. 85: 2007: Retro 2
- album nr. 86: 2009: From Brush and Stone
- album nr. 87: 2009: The Six Wives of Henry VIII – Live at Hampton Court Palace
- album nr. 88: 2010: Always with You
- album nr. 89: 2010: Past Present and Future
- album nr. 90: 2010: The living tree
- album nr. 91: 2011: The living tree in concert
- album nr. 92: 2012: In the nick of time
- album nr. 93: 2012: Journey to the Centre of the Earth (studio-opname)
- album nr. 94: 2016: The Myths & Legends of King Arthur & The Knights of the Round Table 2016
- album nr. 95: 2017: Piano Portraits
- album nr. 96: 2017: The Phantom of the Opera
- album nr. 97: 2018: Piano Odyssey
- album nr. 98: 2019: Christmas Portraits
- album nr. 99: 2019: Official Bootleg Series 1 - Moscow Russia 2001
- album nr.100: 2019: Official Bootleg Series 2 - Vienna Austria 1990
- album nr.101: 2019: Official Bootleg Series 3 - Tokyo Japan 1975
- album nr.102: 2019: Official Bootleg Series 4 - Copredy UK 2010
- album nr.103: 2019: Official Bootleg Series 5 - Buenos Aires Argentina 2000
- album nr.104: 2019: Official Bootleg Series 6 - Sheffield UK 1981
- album nr.105: 2019: Official Bootleg Series 7 - Tokyo Japan 2008
- album nr.106: 2019: Official Bootleg Series 8 - Edinburgh UK 1987
- album nr.107: 2019: Official Bootleg Series 9 - Osaka Japan 2014
- album nr.108: 2019: Official Bootleg Series 10 - Daphne Du Maurier Festival UK 2001
- album nr.109: 2019: Official Bootleg Series 11 Derby UK 1991
- album nr.110: 2019: Hero Original Soundtrack
- album nr.111: 2020: The Red Planet
- album nr.112: 2022: A Gallery Of The Imagination
- album nr.113: 2022: Live From Elche - with Valentia Blanca
- album nr.114: 2024: Live At The London Palladium 2023

### Met Strawbs

#### Livealbum
- 1970 Just a Collection of Antiques and Curios

#### Studioalbums
- 1969 Strawbs, niet genoemd
- 1970 Dragonfly (1 track)
- 1971 From the Witchwood

### Met Yes

#### Studioalbums
- 1971 Fragile
- 1972 Close to the Edge
- 1973 Tales from Topographic Oceans
- 1977 Going for the One
- 1978 Tormato
- 1991 Union
- 1996 Keys to Ascension
- 1997 Keys to Ascension 2

#### Live-albums
- 1973 Yessongs
- 1980 Yesshows
- 1996 Keys to Ascension
- 1997 Keys to Ascension 2
- 2007 Live at Montreux 2003

### Dvd's
| Dvd's met hitnoteringen in de Nederlandse Music Top 30 | Datum van verschijnen | Datum van binnenkomst | Hoogste positie | Aantal weken | Opmerkingen                                                                              |
| ------------------------------------------------------ | --------------------- | --------------------- | --------------- | ------------ | ---------------------------------------------------------------------------------------- |
| Celebrating Jon Lord at the Royal Albert Hall          | 2014                  | 11-10-2014            | 4               | 9            | met Deep Purple, Bruce Dickinson, Glenn Hughes, Paul Weller, Orion Orchestra & Paul Mann |